# Tim Kaine
Timothy Michael "Tim" Kaine, född 26 februari 1958 i Saint Paul i Minnesota, är en amerikansk jurist och demokratisk politiker.
Kaine är ledamot av USA:s senat från delstaten Virginia sedan 2013. Mellan åren 2006 och 2010 var han Virginias guvernör samt ordförande i demokraternas federala partistyrelse Democratic National Committee 2009–2011. Under presidentvalet 2016 var han vicepresidentkandidat till demokraternas presidentkandidat Hillary Clinton. Clinton och Kaine förlorade senare valet till republikanernas presidentkandidat Donald Trump.

## Biografi
Kaine är katolik av irländsk härkomst. Han avlade kandidatexamen i nationalekonomi vid University of Missouri 1979. Därefter studerade han vid Harvard University och avlade juristexamen 1983. Han har även arbetat ett år i Honduras.
Kaine är svärson till guvernören Linwood Holton.
Han var borgmästare i Richmond, Virginia (1998–2002) och viceguvernör (2002–2006) innan han efterträdde Mark Warner som guvernör i Virginia.

## Framtida kampanjer
Efter presidentvalet 2016, sade Kaine att han skulle kandidera för omval till senaten 2018. Han uttryckte sin vilja att efterlikna John Warner, som representerade Virginia i senaten i 30 år. Han tillade att han inte skulle kandidera till president eller vice president i framtiden.

## Politiska ställningstaganden
När det gäller politisk ideologi, gav FiveThirtyEight Kaine ett medelvärde på -37 (-100 är det mest liberala, och 100 är det mest konservativa). FiveThirtyEight karakteriserar honom som en "mainstream demokrat" och noterar att hans ideologipoäng är mycket lik poängen som tidigare vicepresident Joe Biden fick. The New York Times skrev att "i hyperensidiga Washington ses han ofta som en centrist."